# Bretagne (Territorio de Belfort)
Bretagne es una comuna francesa situada en el departamento del Territorio de Belfort, de la región de Borgoña-Franco Condado.
Los habitantes se llaman Brettains.

## Geografía
Está ubicada a 10 km al este de Belfort, cerca del Alto Rin.

## Historia
Entre 1871 y 1918, estaba fronteriza con Alemania.

## Demografía
| 139 | 133 | 161 | 171 | 202 | 191 | 228 | 262 |
| Para los censos de 1962 a 1999 la población legal corresponde a la población sin duplicidades (Fuente: INSEE [Consultar]) |     |     |     |     |     |     |     |